# Петрос (Горгани)
Пе́трос (Петрос Горганський) — гора у центральній частині масиву Горгани (Українські Карпати). Розташована на території Рожнятівського району Івано-Франківської області, між річками Петрос, Дар'ївка та Лімниця.

## Назва
Назва Петрос (грец. Πέτρος) в перекладі із давньогрецької мови — «скеля, камінь», також може походити від молдавського прикметника: петрос — «кам'янистий». Словник карпатських назв також дає тлумачення слова: петрос, як — «кам'янистий, скельний верх».

## Географія
Висота вершини 1702 м, за іншими даними, вказаними у польській карті 1935 року, висота становить 1708 м. Гора являє собою Х-подібний гірський масив, хребти якого зорієнтовані із північного заходу на південний схід та з північного сходу на південний захід, тому північні, південні, західні та східні схили масиву — круті, а північно-західні, південно-західні, південно-східні та північно-східні (схили вздовж хребтів) — більш пологі. Також більш пологою є вершина гори — вище 1600 м. До висоти 1400 м ростуть хвойні та букові ліси, вище — лежать полонини. На схилах гори починають свій витік кілька струмків, які зливаючись — дають початок невеликим річкам: Петрос та Дар'ївка — ліві притоки Лімниці.
На захід — північний захід від вершини, на відстані приблизно 3,5 км, лежить більш вища вершина — гора Попадя (1740 м), на північному сході, за 1,5 км — локальна вершина Студенець (1600 м), за 5 км на схід — південний схід — гора Овул (1610 м). На захід лежить дві локальні вершини західної частини Петроса (1671 м та 1595 м). За 13 км на схід лежить найвища вершина гірського масиву Горган — гора Сивуля Велика (Лопушна) (1836 м).
Цей гірський район малозаселений. Найближчі населені пункти, села: Осмолода за 7 км на схід — північний схід, Колочава за 19 км на південний захід, Синевирська Поляна за 17 км на захід та Брустури за 21 км на південь.